# 杉野庸介
杉野 庸介（すぎの ようすけ　1966年 - ）は、日本の編集者、元出版社社長。漫画雑誌『コミックZERO-SUM』『月刊ComicREX』など（一迅社）の初代編集長。
石川県金沢市出身。國學院大學卒業後に編集者の道に進む。高河ゆんとは新人時代よりの仲。エニックス出版部にて、月刊少年ガンガン編集部員、月刊Gファンタジー編集長を務めた後、峰倉かずや、遠藤海成、高河ゆんら同誌看板・主力作家陣を連れて独立し、スタジオDNAの支援を受けて一賽舎を設立。詳しい経緯についてはエニックスお家騒動を参照。
同社より『コミックZERO-SUM』『月刊ComicREX』などを創刊した。編集長ののち、一迅社の代表取締役社長に就任。
2017年10月、代表を退き編集業に戻ることがTwitterで報告された。2022年10月27日に取締役を退任することを発表。

## 人物
- 高河ゆんの担当を長らく勤めている。「LOVELESS」初回限定特典の小冊子に高河との肉筆対談を行うことが慣例となっている。
- 魔神ぐり子「楽屋裏」作中において「変な眼鏡をかけたオッサン」として出演している。
- 松沢夏樹『突撃!パッパラ隊』では、工兵・杉野に名前が使われている。